# Spinoloricus cinziae
Spinoloricus cinziae ist eine Art der Korsetttierchen (Loricifera) aus der Gattung Spinoloricus in der Familie Nanaloricidae, die in einem salzreichen sauerstofflosen Becken im Mittelmeer entdeckt und 2014 beschrieben wurde. Diese Tierart sowie zwei weitere dort gefundene Vertreter der Ordnung Nanaloricida aus den Gattungen Rugiloricus und Pliciloricus gehören zu den wenigen bislang bekannten mehrzelligen Lebewesen (Metazoa), die in keiner Lebensphase auf Sauerstoff angewiesen sind. Zur Energiegewinnung setzt S. cinziae ein sogenanntes Hydrogenosom ein.

## Etymologie und Forschungsgeschichte
Der Artzusatz „cinziae“ ehrt Cinzia Corinaldesi, eine italienische Meeresbiologin und die Ehefrau des an der Erstbeschreibung beteiligten Co-Autors Roberto Danovaro.
Erste Exemplare von Spinoloricus cinziae wurden in Sedimentproben aus dem L’Atalante-Becken, einem anoxischen, hypersalinen Becken (englisch deep, hypersaline anoxic basin, DHAB; auch brine pool) entdeckt. Die Sedimentproben wurden bei Forschungsfahrten in den Jahren 1998, 2005 und 2008 gesammelt. 2010 erfolgte durch Danovaro und Kollegen unter der Bezeichnung „Spinoloricus nov. sp.“ eine erste Vorab-Beschreibung. Die eigentliche, gültige Erstbeschreibung erfolgte dann erst 2014 durch Neves und Kollegen.

## Merkmale
Ausgewachsene Tiere erreichen eine maximale Körperlänge von nur 243 µm. Die Lorica des weiblichen Holotypus weist eine Länge von etwa 125 µm bei einer Breite von 80 µm auf. Der Mundkegel erreicht beim Holotypus eine Länge von ca. 58 µm.
Neves et al. listen in ihrer Erstbeschreibung folgende arttypische Merkmale auf: Der Mundkegel zeigt acht gleich lange „Rippen“ und die Furca, an der Basis des Mundkegels, ist nicht sklerotisiert. Die Mundöffnung der Art weist im Inneren sechs kleine, stilettartige Scaliden („Stylets“) auf. Der Kopf (Introvert) trägt neun Reihen von Scaliden, von denen die zweite aus neun, jeweils aus drei Segmenten aufgebauten, beinartigen „Spinoscaliden“ besteht. Die dritte Reihe besteht aus sieben kräftigen, federartigen Scaliden, die vierte aus insgesamt 16 Spinoscaliden, wobei sich acht beinartige aus je zwei Segmenten bestehende Scaliden mit acht ebenfalls zweigliedrigen Scaliden mit einem federartigen distalen Ende abwechseln. Die achte Reihe besteht aus 30 sehr langen, unsegementierten Scaliden mit einer verdickten Basis. Die neunte Reihe schließlich ist aus 30 kurzen, schnabelartigen Scaliden aufgebaut, die sich jeweils mit 30 rundlichen, plattenförmigen Scaliden abwechseln. Letztere tragen jeweils einen winzigen posterior vorragenden Stachel.
Am Hals befinden sich acht einzelne Trichoscaliden, die mit sieben doppelten Trichoscaliden alternieren. Dieses Merkmal tritt bei allen Vertretern der Nanaloricidae auf; allerdings sind bei Spinoloricus cinziae die doppelten Trichoscaliden getrennt. Die Lorica wird von sechs Einzelplatten mit einer wabenförmigen Skulpturierung gebildet. Die sechs Einzelplatten der Lorica sind anterior mit großen Stachel versehen, die an den Ecken der Platten jeweils noch eine kleine Nebenspitze aufweisen. Am hinteren Ende der Lorica befinden sich dorsal sieben Grübchen („Flosculi“) und zwei Furchen, die von den Flosculi flankiert werden.

## Verbreitung und Lebensraum
Spinoloricus cinziae ist bislang nur aus den Sedimenten des L’Atalantebeckens im zentralen Mittelmeer bekannt, wo die Art als Vertreter der Meiofauna in einer Wassertiefe von über 3000 m in Erscheinung tritt. Die hohe Dichte (1,23 g/cm³) der hypersalinen Wässer am Grund dieses Beckens ermöglichen keinen Austausch mit den darüber liegenden Wasserschichten mehr, der Lebensraum von Spinoloricus cinziae enthält dementsprechend keinen frei verfügbaren molekularen Sauerstoff.